# Mike Henry (dublador)
Michael Robert "Mike" Henry (Pontiac, 7 de novembro de 1965) é um comediante de stand-up, ator, produtor, escritor, cantor e dublador americano, mais conhecido por seu trabalho em Family Guy, do qual é redator, produtor e dublador. Ele fornece as vozes para vários personagens. Começando na quinta temporada da série, Henry recebeu salário como membro do elenco principal. Em 2009, Henry, Seth MacFarlane e Richard Appel criado um spin-off de Family Guy chamado The Cleveland Show, que se foca em Cleveland e sua nova família.

## Carreira
| Ano                      | Título                                        | Papel                                                | Notas                                                              |
| ------------------------ | --------------------------------------------- | ---------------------------------------------------- | ------------------------------------------------------------------ |
| 1999–2002, 2005–presente | Family Guy                                    | Cleveland Brown, Herbert, outros personagens (vozes) | 111 episódios                                                      |
| 2003                     | Kicked in the Nuts                            | O brincalhão                                         | 15 episódios                                                       |
| 2003                     | Gilmore Girls                                 | Ed                                                   | Episódio: The Fundamental Things Apply                             |
| 2005                     | Robot Chicken                                 | Vários personagens (vozes)                           | Episódios: Kiddie Pool, Plastic Buffet e Nutcracker Sweet          |
| 2005                     | Stewie Griffin: The Untold Story              | Cleveland Brown, Herbert (vozes)                     | Filme de animação                                                  |
| 2005–present             | American Dad!                                 | Jackson, Cleveland Brown, outros personagens (vozes) | 20 episódios                                                       |
| 2006                     | Family Guy Video Game!                        | Cleveland Brown (voz)                                | Videogame                                                          |
| 2007                     | Scrubs                                        | Urologista                                           | Episódio: "My Point of No Return"                                  |
| 2008–2009                | Seth MacFarlane's Cavalcade of Cartoon Comedy | Voz e Pássaro (vozes)                                | Episódios: Things You Never Hear e Beavers: Assholes of the Forest |
| 2009–present             | The Cleveland Show                            | Cleveland Brown, Rallo Tubbs, vozes adicionais (voz) | 22 episódios                                                       |
| 2011                     | Night of the Hurricane                        | Cleveland Brown, Rallo Tubbs, additional             | Especial entre Family Guy, The Cleveland Show e American Dad!      |
| 2012                     | Ted                                           |                                                      |                                                                    |
| 2012                     | Weird Girl                                    | Steve                                                | Todos os episódios                                                 |